# Prosthoporus nigrispina
 Prosthoporus nigrispina is een insect dat behoort tot de orde vliesvleugeligen (Hymenoptera) en de familie van de gewone sluipwespen (Ichneumonidae). De wetenschappelijke naam van de soort werd voor het eerst geldig gepubliceerd door Cameron in 1885. De soort is in 2013 in het geslacht Prosthoporus ingedeeld door Santos en Aguiar.